# Ramón Acín Aquilué

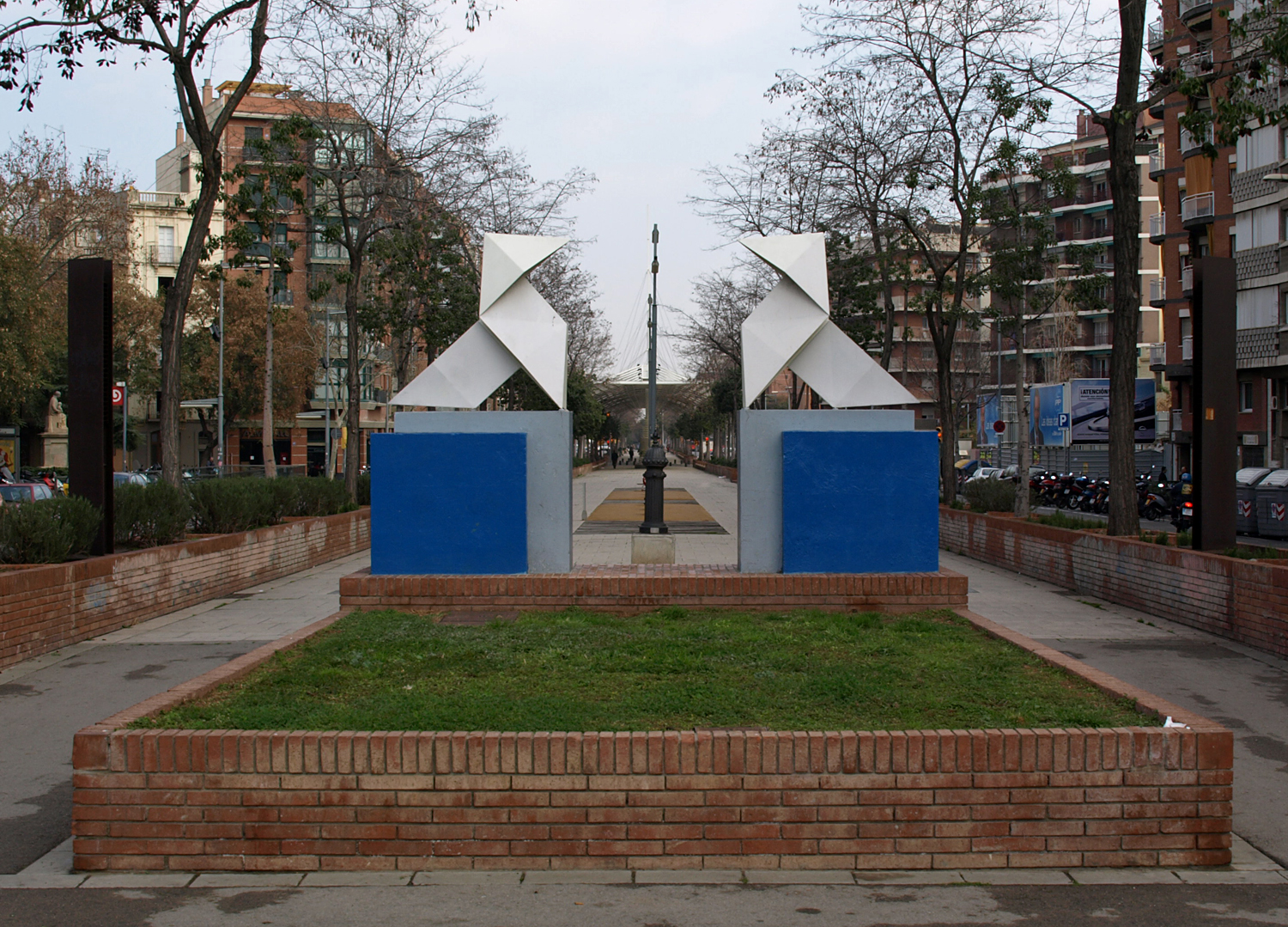
«Las Pajaritas», a Barcelona

Ramón Arsenio Acín Aquilué (Osca, 30 d'agost de 1888 - Osca, 6 d'agost de 1936) va ser un pintor, escultor i periodista anarquista espanyol.

## Biografia
Era fill de Santos Acín Mulier, enginyer agrimensor, i María Aquilué Royán. Ramón va ser el petit de la família i tenia dos germans: Santos i Enriqueta. Des de ben petit va ser aficionat a la pintura i amb deu anys ja rebia classes de dibuix del pintor d'Osca Félix Lafuente. Als dotze anys va ingressar a l'Institut d'Educació Secundària d'Osca on va realitzar els seus estudis. El 1907 es matricula en Química a la Facultat de Ciències de Saragossa.
A finals de 1908 va abandonar la carrera de Ciències Químiques i va tornar a Osca. El 1909 ha d'incorporar-se a files però es deslliura del servei militar per ser fill de pares sexagenaris. Aquest mateix any marxa a Madrid per fer oposicions de delineant d'Obres Públiques, no va aconseguir superar-les i va retornar a la seva ciutat per tornar a prendre classes de dibuix en l'acadèmia particular del pintor Anselmo Gascó de Gotor.
Ramón Acín va decidir dedicar-se exclusivament al dibuix i a la pintura i, l'agost de 1910, el Diario de Avisos de Zaragoza va publicar les seves primeres il·lustracions en premsa. L'agost de 1911 va il·lustrar la portada del programa de les festes de Sant Llorenç a Osca i a finals d'aquest mateix any un dibuix seu va ocupar la portada de la revista humorística madrilenya Don Pepito.
El gener de 1912, coincidint amb la remodelació d'El Diario de Huesca, dirigit a partir d'aquell moment per Luis López Allué, es va fer càrrec de la secció de notes humorístiques, on firmà amb el pseudònim de «Fray Acín». Durant aquest any també va col·laborar amb altres diaris progressistes on va publicar vinyetes políticament més compromeses (El Pueblo, Vida Socialista, entre altres).
El juliol de 1913 es va instal·lar a Barcelona, a instàncies del seu amic Àngel Samblancat, per fundar el diari setmanal La Ira (Órgano de expressión del asco y de la cólera del pueblo), on va publicar, en el seu primer número, una vinyeta i la que serà la seva primera col·laboració escrita en premsa, titulada «Aneu vosaltres», un contundent escrit contra la guerra del Marroc. Per al segon número va escriure «No rigueu», una dura crítica cap als representants de l'església. Amb motiu d'aquest segon número varen ser empresonats els redactors de La Ira i el diari clausurat.
A finals de 1913 la Diputació d'Osca va acordar concedir a Ramón Acín una pensió per ampliar els seus estudis artístics. Gràcies a aquesta pensió Acín alternarà la seva residència, durant 1914 i 1915, entre Madrid, Toledo i Granada. El gener de 1916 Ramón Acín va ocupar la plaça de professor especial interí de dibuix de l'Escola Normal d'Osca. L'octubre d'aquest any va marxar a Madrid a preparar oposicions per a la seva plaça. Durant la seva estada a Madrid residirà en una torrassa del carrer Velázquez que anys més tard va ocupar Ramón Gómez de la Serna.
El maig de 1917 va aprovar les oposicions aconseguint la plaça de professor numerari de dibuix de la Normal d'Osca. El 28 de maig torna a Osca, on el seu pare, que estava molt malalt, mor l'endemà.
El febrer de 1919, junt amb altres companys de l'Agrupació Lliure d'Osca, va fundar la revista decennal Floreal, que es va publicar fins al 1920. Així mateix, des de finals de 1919 fins al 1922, Acín va col·laborar amb el setmanari sindicalista lleidatà Lluita social, dirigit pel seu amic Joaquín Maurín. El desembre de 1919 es va celebrar a Madrid el II Congrés de la CNT, al qual va acudir Acín com a delegat sindical de l'Alt Aragó. A l'estiu de 1920, junt amb Maurín i Andreu Nin, va desenvolupar una intensa campanya de propaganda i organització sindical pels pobles lleidatans i d'Osca.

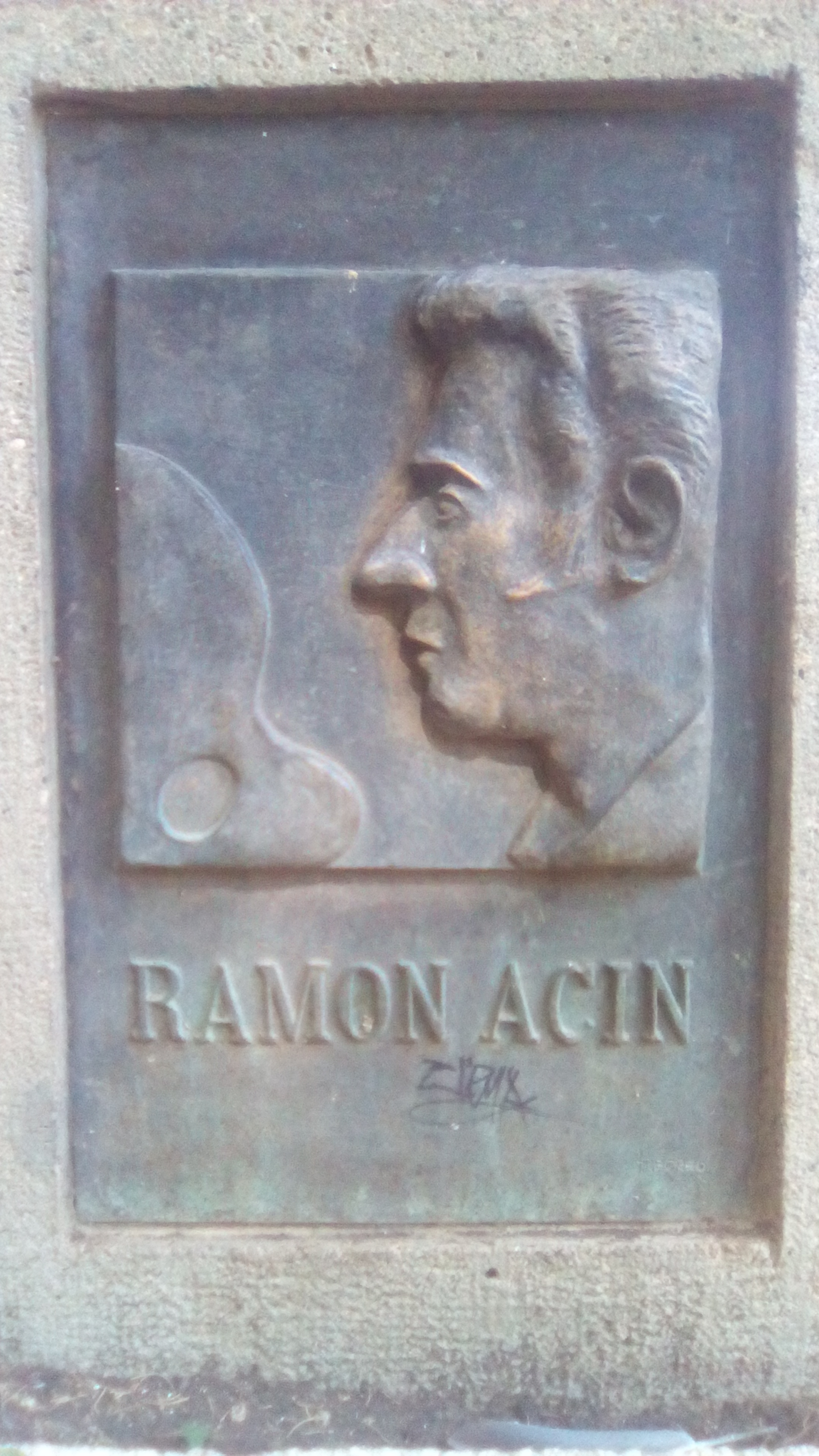
Perfil de Ramón Acín al parc Miguel Servet d'Osca

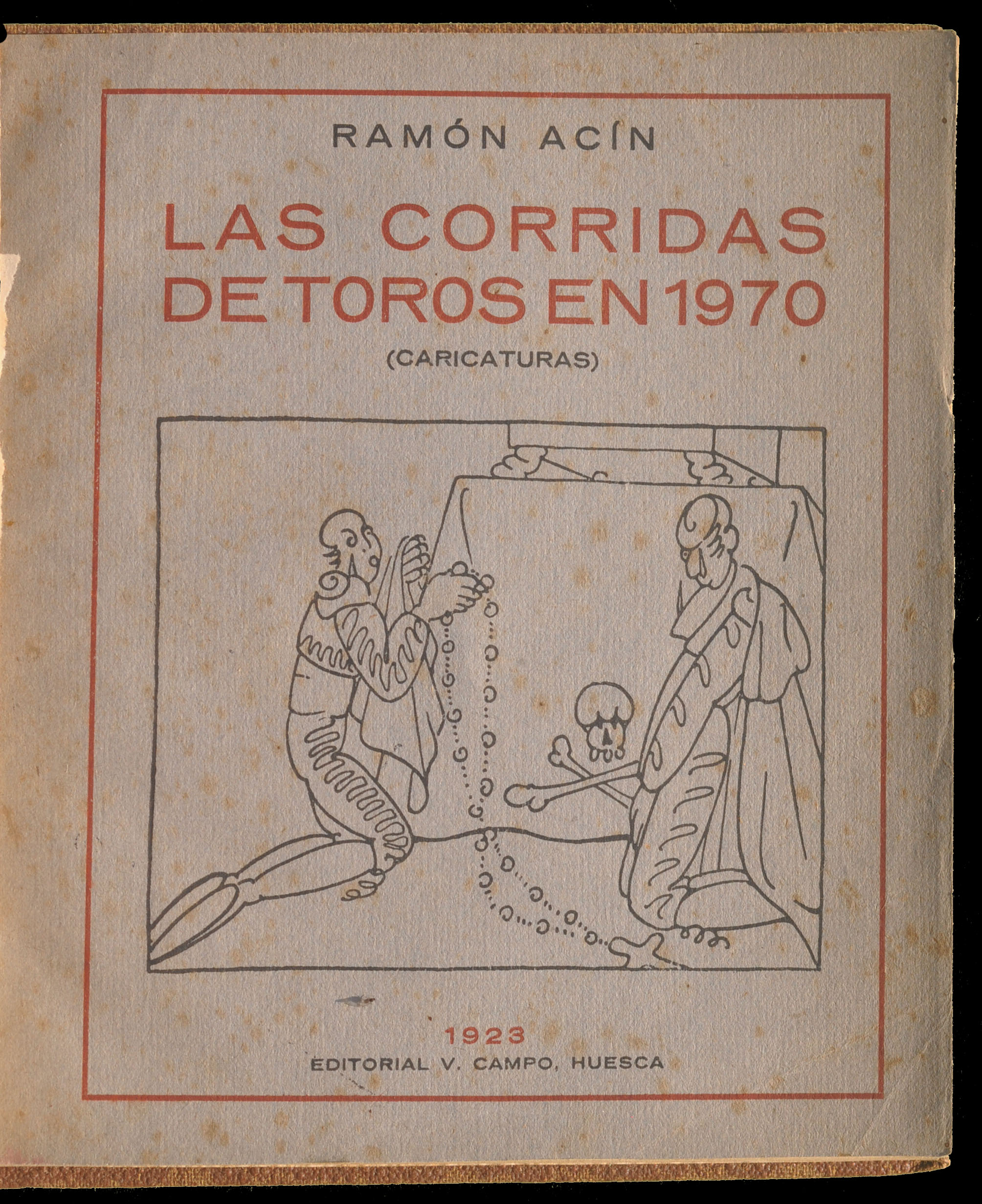
Ramón Acín. "Las corridas de toros en 1970 (Caricaturas)". Osca, Editorial V. Campo, 1923

El 29 de juny de 1921, al Teatre Principal d'Osca, va donar una conferència en la que va projectar 32 dibuixos seus realitzats en vidre i al·lusius a com serien les curses de toros el 1970. El 1922 fa el seu primer relleu en fang, es tracta d'un bust de Luis López Allué que anys més tard, el 1928, es fondrà en bronze i formarà part del monument instal·lat al parc de Buenavista de Saragossa. El 22 de desembre de 1922 mor la seva mare. Dies més tard, el 6 de gener de 1923, va contreure matrimoni amb Conchita Monrás. L'abril d'aquest any va publicar el seu llibre Las corridas de toros el 1970 i el 15 d'octubre neix la seva primera filla, Katia.
L'11 d'abril de 1924 va publicar a El Diario de Huesca l'article titulat «Per estètica i per humanitat», en el que reclama l'indult per al seu amic Juan Bautista Acher «Shum», escriptor i dibuixant condemnat a mort per la dictadura de Primo de Rivera. Amb motiu d'aquest article Ramón Acín serà empresonat uns dies. Aquest mateix any, per encàrrec de l'Ajuntament d'Osca, va treballar en un projecte escultòric per a la Fossa Comuna, monument que mai no arribaria a erigir-se i que l'any 2007 una part seria col·locat a la tomba d'Acín.
El maig de 1925 es va inaugurar a Osca un monument dedicat al geòleg Lucas Mallada realitzat per Acín. El 23 de juliol d'aquest any neix la seva segona filla, Sol. De juny a setembre de 1926 va viatjar a París on va contactar amb les avantguardes artístiques.
El maig de 1927 Ramón Gómez de la Serna va col·laborar en una conferència a Osca sota el títol «Goya i el Manzanares» en la que Ramón Acín, a més del cartell anunciador, feia la presentació de l'orador.
El 1928 va realitzar l'escultura Font de Las Pajaritas, instal·lada al parc Miquel Servet d'Osca. El desembre de 1929 Ramón Acín va exposar per primera vegada la seva obra a les Galeries Dalmau de Barcelona. Uns mesos després, el maig de 1930, va tornar a exposar al Rincón de Goya de Saragossa.
El 12 de desembre de 1930 es va produir la Insurrecció de Jaca. Aquesta va fracassar i Ramón Acín, que estava involucrat, va haver d'exiliar-se a França. Amb l'arribada de la II República va tornar a Espanya i va ocupar de nou la seva càtedra en la Normal de Mestres d'Osca. El juny de 1931 assisteix a Madrid al III Congrés de la CNT i va aprofitar l'ocasió per exposar les seves obres a l'Ateneu.
El juny de 1932 exposa al Cercle d'Osca, provocant cert desconcert entre els seus paisans que per primera vegada contemplen la seva obra. El desembre d'aquest any va obtenir, al costat de nombrosos ciutadans d'Osca, la grossa de la Loteria de Nadal. Amb una part d'aquest premi va finançar a l'any següent la pel·lícula de Luis Buñuel Las Hurdes, tierra sin pan.
El 1933 va ser empresonat en diverses ocasions per la seva activitat política revolucionària.
El juliol de 1935 va participar en la celebració a Osca del II Congrés de la Tècnica de la Impremta a l'Escola.
L'11 de juny de 1936 mor la seva germana Enriqueta i amb aquest motiu Acín va publicar en premsa un emotiu article.

## Assassinat
En la nit del 18 de juliol de 1936 una multitud ciutadana d'Osca es dirigeix al govern civil en demanda d'armes per fer front a la sublevació militar, el governador d'Osca es va entrevistar amb Acín i altres líders antifeixistes assegurant-los que tot estava sota control. L'endemà Osca va ser presa pels rebels. Acín es va ocultar al seu domicili fins que el 6 d'agost, en sentir com torturaven la seva esposa, surt del seu amagatall voluntàriament i es lliura. Aquell mateix dia fou afusellat a la tàpia del cementiri d'Osca. La seva esposa Conchita Monrás serà assassinada, disset dies després, al costat d'un centenar de republicans d'Osca.
| «                                | Ramón Acín, anarquista convençut, feia classes nocturnes de dibuix als obrers. El 1936, quan esclatà la guerra, un grup armat d'extrema dreta anà a buscar-lo a casa seva a Osca. Ell aconseguí escapar amb gran habilitat. Els feixistes s'emportaren llavors a la seva esposa i digueren que l'afusellarien si Acín no es presentava. Ell es presentà l'endemà. Els afusellaren als dos. | » |
| — Luis Buñuel, Mi último suspiro | |   |

## Homenatges
Des dels anys 90, l'Ateneu llibertari de la ciutat d'Osca porta el seu nom. L'any 2005, la CNT d'Osca li va retre homenatge, durant el qual s'inaugurà una placa commemorativa al seu domicili.
L'any 2019 s'adaptà al cinema el còmic Buñuel en el laberinto de las tortugas de Fermís Solís, inspirat en el premi de loteria amb què es va veure beneficiat Acín, amb què va finançar Las Hurdes, tierra sin pan, i enfocat en l'amistat entre els dos personatges. El film fou premiat com a Millor pel·lícula d'animació als Premis del Cinema Europeu.